# Calcantite
La calcantite è un minerale, un solfato idrato di rame appartenente al gruppo omonimo.
Il nome deriva dal greco χαλκός khalkós   = rame e ᾶνθος = fiore, per l'aspetto dei suoi cristalli.
Descritta per la prima volta da Wolfgang Xavier Franz Baron von Kobell (19 luglio 1803 – 11 novembre 1882) mineralogista tedesco, nel 1853.

## Abito cristallino
I cristalli sono tavolette spesse o prismi tozzi tabulari. Il grado di simmetria crescente è triclino 

## Origine e giacitura
La sua genesi è secondaria, come prodotto di ossidazione dei solfuri di rame nei giacimenti cupriferi. Per la sua elevata solubilità in acqua, tali giacimenti sono situati in regioni a bassissima umidità.
Inoltre è stato osservato in prossimità di fumarole vulcaniche e in gallerie di miniere come incrostazione di minerale appena formato.
La paragenesi è con brochantite, gesso, melanterite, pickeringite ed epsomite.

## Forma in cui si presenta in natura
Ha una morfologia poliforme: da cristalli a masse compatte, da stalattiti ad incrostazioni, infine in venuzze granulari e fibrose o in aggregati reniformi.

## Caratteri fisico-chimici
È molto solubile in acqua, ha sapore sgradevole (è addirittura velenosa se ingerita). All'aria si disidrata e si altera in superficie per dare aggregati polverulenti bianco-verdastri; per questo va conservata in contenitori stagni o sottovuoto.
Per riscaldamento produce SO3.

## Località di ritrovamento
A Rammelsberg e Goslar, in Germania; a Chuquicamata e Quetena, nel Cile; a Špania Dolina, in Slovacchia e presso il Rio Tinto, in Spagna.
In Italia forma concrezioni nella miniera Servette, nel comune di Saint-Marcel, in Valle d'Aosta; in stalattiti invece si trova nella miniera di Libiola, nel comune di Sestri Levante, in provincia di Genova. Infine è stata trovata anche sul Monte Argentario, in Toscana.

## Curiosità
Partendo da una soluzione di solfato di rame satura, si può facilmente ottenere la calcantite per via artificiale in grandi e bellissimi cristalli peraltro di fattura migliore di quelli naturali più piccoli purché vi sia mancanza di impurità nel solfato di rame di partenza.